# 島秀之助
島 秀之助（しま ひでのすけ、1908年6月21日 - 1995年12月26日）は、兵庫県神戸市生まれのプロ野球選手・監督・審判員。

## 来歴・人物
神戸市立第一神港商業学校時代外野手として4年連続で甲子園に出場。法政大学時代東京六大学野球リーグ通算97試合出場、341打数74安打、打率.217、0本塁打、47盗塁。盗塁王を2度獲得。若林忠志とは法政大時代同期、苅田久徳は1年後輩にあたる。
卒業後、1933年に逓信省の簡易保険局に入り、3年間その野球チームの選手兼任監督を務め、同時に、東京六大学野球の専属審判も務める。
1936年に、職業野球初の移籍選手として東京ジャイアンツから選手兼任監督として名古屋金鯱軍へ移籍した二出川延明が、神港商業の7年後輩だった島を金鯱軍へ誘い、主将として入団する。
1936年7月に、二出川が退団して審判員（日本職業野球連盟審判部）に転向したため、島は兼任監督となり、1937年には、総監督の岡田源三郎の辞任により指揮を執る。その年秋のシーズンで22盗塁で盗塁王のタイトルを取るが、入団年に痛めた肩が回復せず、その年限りで引退した。
1936年11月、大東京-金鯱戦（洲崎球場）で、三塁コーチとしてホームアウトの判定に抗議し、プロ野球の退場者第2号となる。ルール上退場者はベンチから退かなければならないが、洲崎球場は退場者の居場所がなかった（ベンチ裏はすぐ道路になっていたという）ため、審判から「ベンチの隅に座っていろ」と命じられることとなった。
1938年3月、二出川から誘われて8人目のプロ野球審判員となり、1938年4月29日のイーグルス対東京セネタース戦（後楽園球場）一塁塁審で、公式戦デビュー。
1940年5月末に陸軍に召集され、目黒の近衛輜重兵連隊へ入隊する。前年秋の試合中に左足を骨折し、その後遺症もあったため、入隊翌日から動員事務室配属となり、教練や演習に出ることなく1ヶ月で召集解除となる。
1941年5月20日、後楽園球場での阪神対阪急戦では7回表に阪急の日比野武の二塁盗塁に際し、1度「アウト」とコールした後に阪急の抗議を受けて判定を「セーフ」に変更し、阪神からも抗議を受けて試合を1時間以上も中断させ、結果変則ダブルヘッダーの後続試合の時間確保の為にノーゲームとなるという事態のきっかけを作った。
1942年5月24日に、史上最長の延長28回となった大洋-名古屋戦（後楽園球場、変則トリプルヘッダーの第3試合）で球審を務めた（第1試合は三塁塁審、第2試合は控え審判）。4-2で大洋軍がリードして9回2死になったとき、島は「あと1人で終わりだな…いやいや、球審がこんなことを考えてはいけない」と思い直したことを後年までよく覚えていた。実際にカウント0-2から古川清蔵が、野口二郎から起死回生の同点2ランホームランを放ち、試合は28回（3時間47分）の死闘となった。なお、島は後に「28回の終了時点で（日本野球）連盟から伝令がやってきて『今日は春のリーグ戦の最終日で、表彰式の関係もあるから、ここで（試合を）終わらせてくれ』と言われ、涙を飲んで28回で終了にした。それがなければ、やれるところまでやるつもりだったので、32-33回ぐらいまで行ったのではないか」と語っている。
1944年11月13日に、日本野球報国会が、戦争により活動を休止。休止中は、軍需会社に勤務し、1945年11月の連盟再発足時に審判部に戻り、1946年4月27日から公式戦（東京4球団、大阪4球団による変則ダブルヘッダー）が再開。審判部は、東京に2人、関西に3人が所属した。東京に籍を置いたのは島と、池田豊であった。再開後しばらくは2人審判制のダブルヘッダーが続いた。5月3日に桝嘉一が加入して3人制が取れるようにはなったものの、この後6月13日までは島、池田、桝の3人が出ずっぱりで審判を務めることになった。
1949年、2リーグ制移行によりセントラル・リーグの審判となり同時に初代の審判部長に就任。
1950年、初の日本シリーズの球審を、1951年に、初のオールスターゲームの球審を務める。
1959年6月25日の読売ジャイアンツ-大阪タイガース（後楽園球場）の天覧試合では球審を務めた。この時、島は「試合中は陛下にお尻を向けてしまう形になるので横に立った方がいいのだろうか」と真剣に悩んでいたことを後輩の富澤宏哉が証言している。
1963年からは審判部長のまま、専任指導員となり数々の審判を指導する。1980年のシーズン開幕直前に、審判部長の座を富澤宏哉に禅譲。同時に専任指導員を辞任し引退。1983年12月に退職し、審判員時代に引き続き規則委員として活躍していたが、1995年12月26日に自宅の風呂場で亡くなった。享年87。
審判員としての通算試合出場数は2605試合、オールスターゲームに12回、日本シリーズに10回出場している。
酒もギャンブルもやらない謹厳実直な人物として知られており、「動の二出川、静の島」と言われ、「俺がルール・ブックだ」の台詞で知られる二出川の豪快さとは対照的な人物であった。

## 詳細情報

### 年度別打撃成績
| 年 度     | 球 団     | 試 合 | 打 席 | 打 数 | 得 点 | 安 打 | 二 塁 打 | 三 塁 打 | 本 塁 打 | 塁 打 | 打 点 | 盗 塁 | 盗 塁 死 | 犠 打 | 犠 飛 | 四 球 | 敬 遠 | 死 球 | 三 振 | 併 殺 打 | 打 率 | 出 塁 率 | 長 打 率 | O P S |
| --------- | --------- | ----- | ----- | ----- | ----- | ----- | -------- | -------- | -------- | ----- | ----- | ----- | -------- | ----- | ----- | ----- | ----- | ----- | ----- | -------- | ----- | -------- | -------- | ----- |
| 1936春夏  | 金鯱      | 10    | 40    | 34    | 4     | 4     | 1        | 0        | 0        | 5     | 4     | 1     | --       | 2     | --    | 3     | --    | 1     | 9     | --       | .118  | .211     | .147     | .358  |
| 1936秋    | 金鯱      | 19    | 75    | 61    | 12    | 16    | 1        | 0        | 0        | 17    | 4     | 11    | --       | 1     | --    | 13    | --    | 0     | 4     | --       | .262  | .392     | .279     | .671  |
| 1937春    | 金鯱      | 43    | 151   | 127   | 26    | 23    | 2        | 5        | 0        | 35    | 8     | 17    | --       | 6     | --    | 17    | --    | 1     | 8     | --       | .181  | .283     | .276     | .558  |
| 1937秋    | 金鯱      | 48    | 216   | 191   | 30    | 52    | 2        | 2        | 1        | 61    | 17    | 22    | --       | 4     | --    | 21    | --    | 0     | 15    | --       | .272  | .344     | .319     | .664  |
| 通算：2年 | 通算：2年 | 120   | 482   | 413   | 72    | 95    | 6        | 7        | 1        | 118   | 33    | 51    | --       | 13    | --    | 54    | --    | 2     | 36    | --       | .230  | .322     | .286     | .608  |

- 各年度の太字はリーグ最高

### タイトル
- 盗塁王：1回 （1937年秋季）

### 表彰
- 野球殿堂競技者表彰（1989年）

### 背番号
- 1 （1936年）
- 21 （1937年）

## 関連情報

### 著書
- 岩波新書『プロ野球審判の眼』、岩波書店、1986年、ISBN 9784004203513
- 『白球とともに生きて-ある審判員の野球昭和史』、ベースボール・マガジン社、1988年、ISBN 9784583027241